# Bahnhof Breda
Der Bahnhof Breda ist der größte Bahnhof der niederländischen Stadt Breda. Er ist zentraler Knotenpunkt im städtischen ÖPNV. Am Bahnhof verkehren nationale Regional- und Fernverkehrszüge.

## Geschichte

### Der erste Bahnhof
Der erste Bahnhof wurde 1855 an der Bahnstrecke Roosendaal-Breda gebaut. Die erste Station lag westlich der Mark. Das Gebäude des Bahnhofs Breda mussten aus Holz gebaut werden, da der Bahnhof im verbotenen Kreis der Festung Breda lag. Im Notfall musste die Gebäude schnell abgerissen werden können oder leicht in Brand gesteckt werden.
Das Gebäude stand dort bis 1968.

### Der zweite Bahnhof
Auf Kosten des Staates wurden zehn Eisenbahnstrecken in den Niederlanden gebaut. So wurde die Staatslinie E Bahnstrecke Breda–Eindhoven gebaut. Die Linie erhielt den Namen Staatslijn E und sollte am Bahnhof Boxtel mit der Linie Utrecht-Boxtel verbunden sein, die als Staatslijn H bekannt wurde. Boxtel wurde so zum Eisenbahnknotenpunkt Noord-Brabant.
So musste der Bahnhof vergrößert werden, um Roosendaal als auch Tilburg bedienen zu können. Nördlich der Festung Breda wurde ein neuer Bahnhof mit einem größeren Bahnhof gebaut. Der Bahnhof lag östlich der Mark auf einer Landenge zwischen zwei Kanälen.
Dieser Bahnhof wurde ebenfalls aus Holz gebaut, da dieser wie der erste Bahnhof im Verbotenen Ring der Breda-Festung lag.

### Der dritte Bahnhof
Das Gebäude war der dritte seit seiner Eröffnung. Es bestand aus einem hohen Vordach über den Mittelbahnsteigen, mit einem einfachen Empfangsgebäude. Der neue Bahnhof wurde am 6. September 2014 in Betrieb genommen. Das alte Bahnhofsgebäude und der Regionalbusbahnhof wurde abgerissen, damit der neue (heutige) Bahnhof auf der Südseite weiter fertiggestellt werden konnte.

### Heutige Situation
Der Bahnhof wurde im Zuge des Baus der HSL Süd und der Anbindung von Breda angepasst. In der Bahnhofshalle auf der Belcrumer Seite befinden sich verschiedene Geschäfte und Gastronomiebetriebe.
Der Haupteingang mit allen Einrichtungen und der Busbahnhof befinden sich auf der Nordseite des Bahnhofs. Dieser Haupteingang wurde zusammen mit dem Busbahnhof am 6. September 2014 in Betrieb genommen. Außerdem wurde einen Serviceshop eröffnet, in dem NS International und Arriva vertreten sind. Seit Frühjahr 2015 ist der Bahnhof mit einem Parkdach ausgestattet und Breda erhält nach mehreren Verschiebungen am 9. April 2018 einen Anschluss mit der HSL Süd in Richtung Antwerpen. Am 24. Juni 2016 wurde der Personendurchgang auf der Mittelseite des Bahnhofs Breda eröffnet. Die offizielle Eröffnung des Bahnhofs fand am Donnerstag, den 8. September 2016 statt.

## Streckenverbindungen
Im Jahresfahrplan 2023 bedienen folgende Linien den Bahnhof Breda:
| Nummer    | Zugtyp    | Route | Besonderheiten |
| --------- | --------- | --- | --- |
| 1100      | Intercity | Den Haag Centraal – Den Haag HS – Delft – Rotterdam Centraal – Breda – Tilburg – Eindhoven Centraal | Fährt auf der HSL |
| 3600      | Intercity | Roosendaal – Breda – Tilburg – ’s-Hertogenbosch – Nijmegen – Arnhem Centraal – Zutphen – Deventer – Zwolle | Nach 22:00 Uhr fährt der Intercity nach Zwolle nicht weiter als Arnhem Centraal. Der letzte Zug fährt bis ’s-Hertogenbosch. |
| 6600      | Intercity | Dordrecht – Breda – Tilburg – ’s-Hertogenbosch – Nijmegen – Arnhem Centraal | Fährt nur während der HVZ zwischen Nijmegen und Arnhem Centraal                                                             |
| 9200/IC35 | Intercity | Amsterdam Centraal – Schiphol Airport – Rotterdam Centraal – Breda – Noorderkempen – Antwerpen-Centraal – Mechelen – Bruxelles-Aéroport-Zaventem/Brussels Airport-Zaventem – Bruxelles-Nord/Brussel-Noord – Bruxelles-Central/Brussel-Centraal – Bruxelles-Midi/Brussel-Zuid | Über HSL, zwischen Schiphol und Rotterdam wird ein Zuschlag fällig, für Fahrt innerhalb der Niederlande                     |
| 21400     | Intercity | Rotterdam Centraal – Breda – Tilburg – ’s-Hertogenbosch – Eindhoven Centraal – Utrecht Centraal | Nachtverkehr; Fährt nur in den Nächten nach Freitag und Samstag.                                                            |